# Muroto
Muroto (室戸市, Muroto-shi) est une ville située dans la préfecture de Kōchi sur l'île de Shikoku au Japon.

## Géographie

### Situation
Muroto est située dans l'est de la préfecture de Kōchi, au niveau du cap Muroto.

### Démographie
En février 2022, la population de la ville de Muroto était de 16 560 habitants répartis sur une superficie de 248,18 km2.

### Climat
Muroto a un climat subtropical humide avec des étés chauds et humides et des hivers frais. Il y a des précipitations importantes tout au long de l'année, en particulier en juin et juillet. La température moyenne annuelle est de 16,9 °C. La pluviométrie annuelle moyenne est de 2 465,0 mm, juin étant le mois le plus humide.

## Histoire
La ville de Muroto a été créée en 1er mars 1959.

## Culture locale et patrimoine
- Hotsumisaki-ji, 24e temple du pèlerinage de Shikoku
- Shinshō-ji, 25e temple du pèlerinage de Shikoku
- Kongōchō-ji, 26e temple du pèlerinage de Shikoku

## Jumelage
La ville est jumelée avec Port Lincoln en Australie.